# Plaque d'immatriculation arménienne
 (août 2025).
Si vous disposez d'ouvrages ou d'articles de référence ou si vous connaissez des sites web de qualité traitant du thème abordé ici, merci de compléter l'article en donnant les références utiles à sa vérifiabilité et en les liant à la section « Notes et références ».

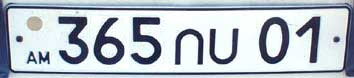
Plaque d'immatriculation de la police arménienne

La plaque d'immatriculation arménienne est un dispositif permettant l'identification des véhicules arméniens. Les nombres sont en caractères noirs sur fond blanc, et donc respectent les normes européennes.
Les signes se trouvant sur la marge de gauche sont les lettres « AM » (Arménie) et un autocollant hologramme. La combinaison correcte est composée de trois chiffres, deux lettres latines légèrement plus petites et deux chiffres.

## Plaques spéciales
Les plaques militaires ont une couleur complémentaire avec un lettrage blanc et fond noir.